# Диплацина дихлорид
Диплацина дихлорид (Диплацин, Diplacinum). 1,3-Бис-(~-платинециний-этокси)-бензол дихлорид.
Синонимы: Диплацина дихлорид, Diplacini dichloridum.

## Общая информация
Антидеполяризующий миорелаксант. По механизму действия сходен с d-тубокурарином.
Введение диплацина в организм сопровождается курареподобным действием, выражающимся во временном нарушении нервно-мышечной проводимости и расслаблении скелетной мускулатуры. При введении небольших доз диплацина может наблюдаться расслабление скелетных мышц без остановки дыхания. Ослабление дыхания при введении больших доз связано с выключением функции дыхательных мышц; при искусственном дыхании препарат переносится в относительно больших дозах без угнетения кровообращения. Парализующее действие на нервно-мышечную проводимость снимается антихолинэстеразными веществами.
Последовательность расслабления мышц такая же, как при применении d-тубокурарина.
Применяют диплацин для облегчения интубации трахеи при эндотрахеальном наркозе и для более полного расслабления мускулатуры при оперативных вмешательствах в условиях наркоза с искусственной вентиляцией лёгких.
Для интубации трахеи вводят внутривенно (медленно — в течение 2—3 мин) 100—200 мг диплацина (5—10 мл 2 % раствора), в среднем 1,5—2 мг на 1 кг массы тела. Через 1—2 мин после наступления релаксации мышц и полного открытия голосовой щели вводят в трахею интубационную трубку. С момента введения диплацина обязательно проводят искусственную вентиляцию лёгких: сначала с помощью маски, а после интубации трахеи — через интубационную трубку.
Расслабление мышц после введения начальной дозы диплацина продолжается около 1 ч. При необходимости более длительной релаксации вводят ди плацин повторно в половинной дозе от начальной. Общая доза на протяжении всей операции может достигать 300—400 мг (15—20 мл 2 % раствора). При эфирном наркозе дозу уменьшают на 1/3.
Для полного выключения самостоятельного дыхания вводят диплацин в дозе не менее 200 мг одномоментно при массе тела больного 60—70 кг.
В последнее время диплацин стали с успехом применять для обездвиживания глазного яблока в офтальмохирургии. Основанием для этого служит то, что диплацин (и другие миорелаксанты) при ретробульбарном введении блокирует нервно-мышечную передачу в наружных мышцах глаза, тем самым ослабляя давление экстраокулярных мышц на глазное яблоко и вызывая его акинезию. Диплацин с данной целью вводят во время операции (при местной анестезии) ретробульбарно.
Для этого 1 мл 2 % раствора диплацина (20 мг) разводят 9 мл 2 % раствора новокаина, затем 1 мл полученного раствора (2 мг) смешивают в шприце с 4 мл 2 % раствора новокаина и вводят транскутанно в орбитальное пространство.
При необходимости релаксации одной из прямых мышц вводят непосредственно по ходу этой мышцы 0,1 мг 2 % раствора диплацина (2 мг).
Диплацин хорошо переносится и не вызывает существенных побочных явлений. Он оказывает меньшее ганглиоблокирующее действие, чем d-тубокурарин, не вызывает освобождения гистамина, не вызывает ларинго- и бронхиолоспазма. При введении больших доз диплацина может наблюдаться незначительное повышение АД (на 15—20 мм рт. ст.).
Необходимо, однако, учитывать, что применение диплацина (как и других курареподобных миорелаксантов) доступно только при индотрахеальном наркозе и наличии всех условий для искусственной вентиляции лёгких и что интубационную трубку удаляют только после полного восстановления самостоятельного дыхания.
Остаточное блокирующее действие диплацина устраняется введением прозерина или других антихолинэстеразных препаратов (в сочетании с атропином) после восстановления самостоятельных дыхательных движений.

## Противопоказания
Диплацин, так же как и другие миорелаксанты, противопоказан при миастении; с осторожностью следует его применять у больных с выраженными нарушениями функции печени и почек и в старческом возрасте.

## Физические свойства
Белый кристаллический порошок. Очень легко растворим в воде. Растворы (рН 4,5—7,2) стерилизуют при +100 °C в течение 30 мин.

## Форма выпуска
Форма выпуска: 2% раствор в ампулах по 5 мл в упаковке по 10 ампул.